# Shannon Collis
Shannon Collis (Lawrence - Kansas, 26 de abril de 1986) é uma atriz norte-americana.
Começou a atuar bem nova, aparecendo em várias séries de televisão, incluindo Oliver Beene e The O'Keefes. Ela é mais conhecida por seu papel como Lindsay Adams em Darcy's Wild Life (ou em português, "Darci uma patricinha na fazenda").
Collis gosta de patinação no gelo e natação. Ela possui três irmãos, Michaela, Genna e Richard, todos muito mais novos do que ela.